# 松下一郎
松下 一郎（まつした いちろう、1988年7月19日 - ）は、兵庫県神戸市東灘区出身の元プロ野球選手（捕手、外野手）。右投右打。プロでは育成選手であった。

## 経歴
兵庫県神戸市東灘区で出生した直後に、父の仕事の都合でロンドンに移住、6歳まで過ごす。帰国後の神戸市立御影小学校3年時に野球を始めた。
神戸市立六甲アイランド高等学校への進学後は、硬式野球部の主将を務める。3年夏の県大会では3回戦敗退。強豪・報徳学園と対戦、2点リードで9回を迎えたが惜しくもサヨナラ負け。
「文武両道でやりたい」とスポーツ推薦の誘いを断り、一般入試で関西外国語大学短期大学部に進学。阪神学生野球リーグに1年秋から出場。
その後、関西外大外国語学部英米語学科に3年次編入学。3年春から正捕手になり、主将になった4年春には打率.341をマーク。初の打撃10傑入りを果たし、 秋は主に5番を任された。リーグ通算打率.243、44安打、1本塁打。 同期の西原圭大とバッテリーを組んだ。
2010年10月28日、プロ野球ドラフト会議で、横浜ベイスターズの育成1位指名を受け、11月6日に支度金200万円、年俸300万円で契約した。
2013年10月3日に球団より戦力外通告を受けた。通告後は、10月31日の自由契約公示を経て、2014年から同球団のブルペン捕手に転身した。2016年まで務め同年オフに退団。
2017年1月から外資系IT企業に勤める。

## 詳細情報

### 年度別打撃成績
- 一軍公式戦出場なし

### 背番号
- 116 （2011年 - 2013年）